# 科维纳
科维纳是美国加利福尼亚州南部洛杉矶縣的一座城市，位于洛杉矶市以东，有庞大的柑桔加工业。2000年人口43,207人。